# إيثرباد
المحرر التشاركي بالإنجليزية "Etherpad" أو "EtherPad " هو برنامج حاسوبي يسمح بالتحرير الجماعي لنص حاسوبي من طرف عدة محررين في نفس الوقت ويمكن أن يرى كل محرر عمل الآخر، ويعتمد كثيرًا في تحرير مقالات الويكي.

## وصلات خارجية
- إيثرباد على موقع Open Hub (الإنجليزية)
- إيثرباد على موقع Free Software Directory (الإنجليزية)